# Macroplea skomorokhovi
Macroplea skomorokhovi es una especie de insecto coleóptero de la familia Chrysomelidae.
Fue descrita científicamente en 2006 por Medvedev.